# Contea di Hardee
La contea di Hardee (in inglese Hardee County) è una contea della Florida, negli Stati Uniti. Il suo capoluogo amministrativo è Wauchula.

## Geografia fisica
La contea si trova nella parte meridionale dello Stato. La contea ha un'area di 1.653 km² di cui lo 0,16% è coperto d'acqua. Il territorio è prevalentemente rurale.

### Contee confinanti
- Contea di Polk - nord
- Contea di Highlands - est
- Contea di DeSoto - sud
- Contea di Manatee - ovest
- Contea di Hillsborough - nord-ovest

## Storia
La Contea di Hardee fu creata nel 1921, ritagliata dalla più vasta contea di DeSoto, e deve il suo nome a Cary Augustus Hardee, Governatore della Florida dal 1921 al 1925. Le origini risalgono a migliaia di anni fa, quando popolazioni indigene abitavano l’area. La presenza europea documentata iniziò a metà del XIX secolo. Una tragedia colpì quando il posto fu attaccato, portando alla costruzione di Fort Chokonikla a scopo difensivo. Quando la contea nacque, Wauchula divenne il capoluogo e l’agricoltura assunse un ruolo centrale. Il terreno fertile si rivelò ideale per agrumi, allevamento di bestiame e altre coltivazioni, rendendo Hardee una produttrice di primo piano. Questa eredità agricola continua ancora oggi a definire la contea. Il 13 agosto 2004 l'uragano Charley attraversò la contea facendo registrare il suo massimo impeto nel centro di Wauchula. Molti edifici della contea subirono gravi danni ed altri vennero completamente rasi al suolo.

## Comuni[4]
- Bowling Green - city
- Wauchula (capoluogo) - city
- Zolfo Springs - town

## Politica
| Anno | Repubblicani | Democratici | Altri |
| ---- | ------------ | ----------- | ----- |
| 2004 | 69,7%        | 29,6%       | 0,7%  |
| 2000 | 60,4%        | 37,6%       | 2,1%  |
| 1996 | 47,2%        | 38,9%       | 13,9% |
| 1992 | 45,1%        | 31,4%       | 23,5% |
| 1988 | 67%          | 31,1%       | 1,9%  |